# Дмитренко Ганна Ігорівна
Га́нна І́горівна Дмитре́нко — українська шашкістка, представляє Запоріжжя.

## Життєпис
Шашками займається з п'яти років, в чому її підтримують батьки. Перед змаганнями на час тренувань директор школи її звільняв від навчання, однак продовжувала навчатися тільки на відмінно. Тренувалася у Ігоря Кірзнера.
2007 року брала участь у своїх перших міжнародних змаганнях — в Калінінграді. 2013 року стала чемпіонкою світу серед юніорок в бліц-програмі.
В листопаді 2015 року на Чемпіонаті світу з шашок-100 стала переможницею у блискавичній програмі.